# شهبا
شهبا که در دوران باستان با عنوان فیلیپوپولیس (به لاتین: Philippopolis) شناخته می‌شد شهری است در ۷۸ کیلومتری جنوب دمشق در جبل الدروز در استان سویدای سوریه که پیشتر در استان رومی عربیا پترایا قرار داشت.

## تاریخچه
واحه‌ای که امروزه شهبا نام گرفته‌است زادگاه مارکوس ژولیوس فیلیپوس ملقب به فیلیپ عرب بود. پس از آنکه فیلیپ در سال ۲۴۴ میلادی به امپراتوری روم رسید خود را وقف بازسازی این اجتماع کوچک نمود تا آن را به یکی از شهرهای مهم رومی بدل سازد. تغییرات انجام‌گرفته در این منطقه چنان گسترده بود که نویسنده‌ای در این‌باره می‌گوید: «می‌توان چنین انگاشت که این شهر، آخرین شهر رومی بنیادگذاشته‌شده در شرق امپراتوری باشد زیرا چنین می‌نماید که همه‌چیز برای نخستین بار و بر زمینی دست‌نخورده ساخته شده‌است.»
نام شهر را به افتخار فیلیپ به فیلیپوپولیس تغییر دادند و گفته می‌شود که فیلیپ بر آن بود تا شهر زادگاهش را به رم دوم بدل سازد. معبدی با معماری شش‌ضلعی و عبادتگاه فضای بازی با معماری محلی موسوم به کالیبه، طاق نصرت، چندین حمام، تئاتری کامل اما بدون تزئینات در مقابل بلوک‌هایی بازالتی، سازه‌ای بزرگ که احتمال می‌دهند باید بنای یک باسیلیکا باشد و فیلیپیون که دیوارهایی بزرگ با دروازه‌هایی تشریفاتی گرداگرش را احاطه کرده بودند بنا بر طرح و نقشهٔ شهری رومی در این مکان ساخته شد. با این‌حال کار بازسازی شهر هیچ‌گاه به پایان نرسید و با مرگ فیلیپ در ۲۴۹ متوقف شد.
ویرانه‌های شهر باستانی رومی تا به‌امروز به‌خوبی حفظ شده‌است زیرا شهبا از مراکز جمعیتی دیگر دور بود و ساکنان دیگر شهرها نمی‌توانستند سنگ مورد نیاز برای ساخت و سازهای خود را از بناهای رهاشدهٔ فیلیپوپولیس تأمین نمایند. 
امروزه نمونه‌های زیبایی از معرق‌کاریهای رومی در موزهٔ شهر در معرض تماشا گذاشته شده‌است. همچنین پل رومی و نیمه‌ویران نیمره در نزدیکی شهبا قرار دارد.